# Alternativa drivmedel

## Inledning
Begreppet innebär, att man måste föra ett resonemang kring vad som är alternativa respektive ordinarie drivmedel. Då i stort sett hela jordens volym av "drivmedel", dvs energi i en form som driver fordon och får fordon att röra sig, är gjorda av råolja, och drivmedlen är avsedda för de tre stora globala motorstandarderna; Dieselmotor, bensinmotor och jetmotor (turbinmotor), så måste rimligtvis begreppet "alternativa drivmedel" vara drivmedel som är framställda ur annan råvara. 
Till de alternativa drivmedlen räknas således:

## Naturgas
Fossil naturgas, i gasform på trycksatt tub, som vissa fordon kör på(CNG), eller naturgas i vätskeform, antingen fryst metangas (LNG) eller i form av flytande syntet-drivmedel, baserade på naturgas (GTL). En variant är gasformigt avfall, fackelgas, som facklas bort via s.k. gasfackling på oljefält, i processindustri, m.m. Den går att "omförpacka" och använda på samma sätt som naturgas. Både gas och bensin används i gasdrivna personbilar. Med hjälp av moderna gasfordon utrustade med dual fuel-teknik kan gas och dieselolja samt andra flytande alternativa dieseldrivmedel användas i samma dieselfordon.

## Biodrivmedel
Alla sorts biodrivmedel, biobränslen, som fungerar som drivmedel i fordon.

## Drivmedel från oljesand och oljeskiffer
Drivmedel baserade på oljesand som bryts i gruvor i provinsen Alberta, runt Fort McMuray i Kanada är rimligen också ett slags alternativt drivmedel till de vanliga råoljebaserade drivmedlen. Något mycket närbesläktat är drivmedel ur oljeskiffer, som framställs bl.a. i Estland nära staden Narva.

## Drivmedel ur olika sorts kol
Drivmedel som framställs genom någon form av förvätsknings-teknologi ur olika sorters kol; Stenkol, brunkol, etc.

## Syntetiska drivmedel ur syntesgas + katalytiska processer
Syntetiska drivmedel som framställs ur syntesgas med hjälp av Fischer-Tropsch-processen är alternativa. Alla möjliga råvaror kan användas, förutom ur gaserna som nämns ovan.

## El; Också ett alternativt drivmedel
El blir ett framtida alternativt drivmedel, om alltfler fordon har elmotor och drivs med el. Om till exempel motorvägar elektrifieras, och långtradare har två motorer, en dieselmotor och en elmotor, ny teknik som beskrivits i media och på SVT:s nyheter, och som bl.a. företaget Svenska Elvägar AB  jobbar med, så blir el ett av de stora, vanliga drivmedlen. Redan idag drivs ju förvisso tåg på el, och de kör massor av gods och passagerare, så el är ett av de stora drivmedlen redan, fast inte till fordon på väg. Där är el ett alternativt drivmedel.
El framställs oftast inte från råolja, så även ur den aspekten är el ett alternativt drivmedel. El blir även ett miljövänligt drivmedel, om elen görs från förnybar "råvara", till exempel vind, solceller, vågkraft, kraftvärme som drivs med biomassa, m.m. El är ett CO2-neutralt drivmedel i stor utsträckning, också när elen görs i ett kärnkraftverk. El från kolkraft och naturgasdrivna kraftverk, eller el från kraftverk drivna av blandat fossilt avfall från oljesand, oljeskiffer, m.m. är fortfarande ett alternativt drivmedel, eftersom råolja inte används. Miljövänligheten, eller ev. miljöförbättringar, jämfört med ordinarie, råoljebaserade drivmedel, kan dock diskuteras.

## Vätgas
Vätgas används som drivmedel i bränslecellsbilar. Vätgas går att framställa på många olika sätt ur flera olika sorters råvaror: Ur naturgas via katalytisk reforming, ur vatten via elektrolys med hjälp av el, ur biomassa via förgasning av till exempel skogsavfall, eller via alger (enligt vissa forskare).[källa behövs]